# سترومنيس
سترومنيس (بالإنجليزية: Stromness)‏ هي محطة مهجورة لصيد الحيتان على الساحل الشمالي لجزيرة جورجيا الجنوبية في جنوب المحيط الأطلسي. كانت وجهة رحلة الإنقاذ التي قام بها السير إرنست شاكلتون في عام 1916. وهي مركز ثلاثة موانئ في الجانب الغربي من خليج سترومنيس في جورجيا الجنوبية.